# رونالد هرنانديز
رونالد هرنانديز (بالإسبانية: Ronald Hernández)‏ (4 أكتوبر 1997 في فنزويلا - ) هو لاعب كرة قدم فنزويلي في مركز الدفاع. لعب مع نادي ستابك.

## مسيرته الكروية
لعب رونالد هرنانديز خلال مسيرته الاحترافية مع 3 أندية في سبعة مواسم ولم يسجل خلالها أي هدف ضمن 76 مباراة. ولم يفز بأي موسم بالكأس وفاز في موسمين بالدوري.
خاض رونالد هرنانديز مسيرته مع نادي زامورا في موسم 2015 واستمر معه طيلة ثلاثة مواسم، مشاركًا في 17 مباراة ولم يسجل أي هدف. ثم انتقل إلى نادي ستابك في موسم 2017 واستمر معه طيلة ثلاثة مواسم، حيث شارك في 57 مباراة ولم يسجل أي هدف أيضًا. لينتقل بعدها إلى نادي أبردين في موسم 2019–20 لمدة موسم واحد، مشاركًا في مباراتين ولم يسجل أي هدف أيضًا.

## وصلات خارجية
- رونالد هرنانديز على موقع الدوري الأمريكي (الإنجليزية)
- رونالد هرنانديز على موقع قاعدة بيانات كرة القدم.إي يو (الإنجليزية)
- رونالد هرنانديز على موقع ناشيونال فوتبول تيمز (الإنجليزية)
- رونالد هرنانديز على موقع Soccerbase.com (لاعب) (الإنجليزية)
- رونالد هرنانديز على موقع Soccerway.com (الإنجليزية)